# Sofyan Amrabat
Sofyan Amrabat (arabiska: سفيان أمرابط), född 21 augusti 1996 i Huizen, är en marockansk fotbollsspelare som spelar för Fenerbahçe, på lån från ACF Fiorentina. Han representerar även det marockanska landslaget.
Amrabat föddes i Nederländerna till föräldrar av marockansk härkomst. Han representerade först Nederländernas U15-lag innan han valde att representera Marocko.